# Martin Cerkvenik
Martin Cerkvenik, slovenski uradnik, * ?.
Cerkvenik je bil namestnik generalnega sekretarja urada predsednika Slovenije Milana Kučana.

## Odlikovanja in nagrade
Leta 2000 je prejel častni znak svobode Republike Slovenije z naslednjo utemeljitvijo: »za požrtvovalno delo v dobro slovenske države«.